# Публий Плавтий Прокул
Пу́блий Пла́втий Проку́л (лат. Publius Plautius Proculus; умер после 328 года до н. э.) — римский политический деятель из плебейского рода Плавтиев, консул 328 года до н. э.
Коллегой Публия Плавтия по консульству был Публий Корнелий Скапула. В их год, по словам Тита Ливия, «не произошло ничего примечательного» за исключением вывода колонии во Фрегеллы.